# Вабарна, Анне
А́нне Ва́барна (эст. Anne Vabarna) (9 декабря 1877 (21 декабря 1877), д. Выползова, Российская империя — 7 декабря 1964, д. Тоня, Эстонская ССР) — исполнительница рунических песен сету и сетуская сказительница. Носила неофициальный титул «Певческая мать сету» (эст. Setu lauluema).

## Биография

### В Российской империи
Анне родилась в расположенной на берегу Чудского озера деревне Выползова, в 4 километрах к северу от Вярска, четвёртым ребёнком в семье Тихона и Крепы (имя при крещении Агрипина) 21 декабря (по старому стилю 9 декабря) 1877 года. Детство Анне прошло как у всех крестьянских девочек-сету того времени: все необходимые для жизни знания и навыки она получила дома. Некоторых мальчиков сету зимой отправляли учиться в начальные русскоязычные школы, в отношении девочек получение образования считалось ненужной роскошью. Анне оставалась неграмотной до конца своей жизни.
В 18-летнем возрасте Анне сосватали в соседнюю деревню Тоня. В молодости Анне была красивой девушкой, но с небольшим дефектом внешности: в детстве удар лошадиного копыта сломал её нос. К ней приходили восемь разных сватов, но решение о её замужестве приняли родители, как это было принято у сету. Жених был старше Анне, и замуж её выдали против её желания. На свадьбе Анне плакала не по традиции, а от души. Но позже жизнь наладилась. Муж Анне, Яко (Яков), был работящим и добросердечным человеком. Анне родила девять детей: пять дочерей и четырёх сыновей.
До замужества девочек сету традиционно звали по имени отца, таким образом, в родной деревне Анне знали под именем Тихони Анне. После замужества она получила имя мужа: Яко Анне. В 1921 году, в ходе акции присвоения фамилий жителям Эстонии народности сету, Анне дали фамилию Вабарн (эст. Vabarn). Позже общеизвестной, а затем её официальной фамилией стала форма родительного падежа Вабарна (эст. Vabarna).
Способности к пению Анне унаследовала от своей матери. Но она не успела перенять весь её репертуар, так как лишилась матери в семилетнем возрасте. Больше всего песен сету она услышала от своей тёти, старой девы с больной ногой, жившей на хуторе брата, и от других окрестных народных певцов. Исполнение народных песен было частью повседневной жизни сету, оно непременно сопровождало их и в работе, и во время отдыха.

### В Первой Эстонской Республике
Как выдающуюся исполнительницу рунических песен сету Анне Вабарна открыл фольклорист из Финляндии Армас Отто Вяйсанен летом 1923 года. Анне познакомилась с Вяйсяненом ещё в 1914 году, когда вместе с другими сетускими женщинами спела несколько песен для фонографа Вяйсянена; но в то время она ещё не была солисткой.
Анне была известна в Сетумаа как языкастая исполнительница народных песен, которую с удовольствием приглашали петь на свадьбах, но поначалу ещё больше она была известна как повитуха. Собиратель фольклора Вяйсанен пришёл к ней в 1923 году, чтобы расспросить об обычаях сету, связанных с рождением ребёнка, но Анне попросила его также поработать и над увековечением сетуской народной лирики. В результате певица оказалась в центре внимания интеллигенции. Её творчеством заинтересовались инструктор Общества приграничных земель (эст. Piirimaade Selts) Самуэль Соммер (Samuel Sommer) и Академическое общество родного языка (эст. Akadeemiline Emakeele Selts). При их активном содействии трём выдающимся сетуским певицам, «Певческим матерям сету» (Хилана Таарка (1856—1933), Мартина Иро (Martina Iŕo, 1866—1947) и Анне Вабарна), в 1926 году было назначено небольшое ежемесячное денежное пособие от Эстонской Республики.
Анне Вабарна познакомилась с Самуэлем Соммером ещё осенью 1922 года в Печорах на Первом празднике певцов сету. Более тесный контакт связал Анне и Соммера после того, как эпический талант Анне открыл Вяйсанен. В 1925—1927 годах и позже дети Анне по её просьбе записали тексты множества импровизационных обращений и благодарственных песен, адресованных Соммеру. Из этих песен становится ясно, что Анне знала о распределяемых денежных пособиях и своим пением стремилась заручиться поддержкой решающих лиц (для неё они персонифицировались в Самуэля Соммера). Например, в благодарственной песне-импровизации в честь Общества родного языка Анне долго описывает те волнительные эмоции, которые она испытывала по дороге на почту Вярска и обратно, чтобы получить за своё пение первую в жизни денежную плату. Ведь на свадьбах, где она пела, её благодарили, согласно традициям сету, только натурой — едой и напитками.
Самуэль Соммер в 1924—1936 годах при участии школьной молодёжи сету провёл новую кампанию по записи фольклора сету, результатом которой стал сборник народных песен объёмом более 124 000 написанных его рукою страниц, который хранится в Национальном архиве Эстонии.
До своего 50-летия Анне никогда не выезжала за пределы Печорского уезда. Первое большое публичное выступление Анне с хором (в котором вместе с ней пели и две её дочери) за пределами Сетумаа состоялось в Тарту 3 декабря 1928 года в театре «Ванемуйне». Летом того же года хор Анне участвовал в Эстонском празднике песни в Таллине. А. О. Вяйсянен организовал выступление Анне и её хора из трёх человек в Хельсинки на Культурном конгрессе в июне 1931 года. Финские газеты не скупились на похвалу: «талантливая певица», «смелая исполнительница», «отличный импровизатор» и т. п. Во время визита в Хельсинки 37 фрагментов из репертуара Анне Вабарна были сохранены на фонографических катушках в Звуковом архиве Финского литературного общества.
Анне Вабарна создала также песни в честь президента-регента Эстонии Константина Пятса и главнокомандующего эстонской армией Йохана Лайдонера.

### В Эстонской ССР
Ещё в 1940 году, после политических потрясений в Эстонии, Анне Вабарна пригласили выступить в Концертном зале «Эстония» в Таллине, где песня-приветствие Анне получила желанное внимание и признание. После Второй мировой войны Анне Вабарна пришлось адаптироваться к новому режиму. В её репертуаре появилась пара обязательных импровизаций с восхвалениями Сталина, песни о колхозном строе и советской мирной политике и т. п. К этому времени Анне уже переступила порог своего 60-летия, но была полна жизненных сил и хотела увидеть мир. В 1947 году Анне Вабарна со своим хором выступила на праздновании 800-летия города в Москве. В том же году ей была назначена государственная персональная пенсия.
Старость народной сказительницы не была беззаботной. В конце 1950-х годов от небольшой язвы на шее умер её сын Арво (Тимофей), который получил профессию учителя в Тарту и работал далеко от дома. Осенью 1962 года совершил самоубийство предпоследний сын Анне — Михаил. Несмотря на удары судьбы, Анне сохраняла жажду жизни и радости. Когда позволяло здоровье, она выступала на местных вечеринках и очень хотела снова иметь возможность петь в более удалённых от родного края местах. В своих песенных импровизациях лечившим её врачам она неоднократно забавно хвалит врачей, не пустивших к ней «женихов» из могилы: она не хочет спешить на встречу с ними, потому что «песок больше не позволит шевелить языком».
Анне Вабарна умерла 6 декабря 1964 года в деревне Тоня в возрасте 86 лет. Похоронена 12 декабря на кладбище посёлка Вярска.
Могила Анне Вабарна внесена в Государственный регистр памятников культуры Эстонии.

## Творческое наследие
Результатом сотрудничества А. О. Вяйсанена и Анне Вабарна стали 8 500 стихотворных строк, в их числе — первый (свадебный) эпос сету размером в 5 580 строк «Suurõq sajaq», записанный на фонограф в 1923 году. Вяйсянен сделал имя Анне Вабарна известным по всей Эстонии своей второй частью книги «Seto lugõmik» и статьями, опубликованными в прессе.
В 1927 году, по просьбе студента филологического факультета Тартуского университета Паулоприйта Воолайне (Paulopriit Voolaine, 1899—1985), Анне Вабарна начитала сетуский эпос «Peko», в котором повествуется о жизни и приключениях народного героя Пеко, который стал богом плодородия, помогал Иисусу Христу и похоронен в Псково-Печерском монастыре. Эпос записал под диктовку Анне её 19-летний сын Иво (Иван). Эпос хранится на 388 страницах тетради как сплошной текст (без разделения на стихотворные ряды). В начале 1928 года Воолайне издал реферат эпоса в журнале «Eesti Kirjandus» («Эстонская литература»).
В конце 1927 года, снова по просьбе Воолайне, Анне за 6 недель надиктовала стихотворный роман «Ale». Рукопись содержала в общей сложности 10 042 строки в двух тетрадях, и через два месяца Воолайне представил эстонской общественности новое произведение народной сказительницы.
Сотрудничество Анне Вабарна и Воолайне продолжалось, и по инициативе последнего Анне разработала далее тему Пеко. Результат был готов в конце 1929 года. Часть II эпоса «Пеко» содержала 4 318 строк. Анне предложила спеть, как суровый Пеко управляет людьми, судит и иным образом участвует в жизни людей (то есть развить тему, которой не было в первой части «Пеко»). Со своей стороны Воолайне посоветовал Анне включить во вторую часть различные народные песни (в частности, «Ilolaul», «Ilmatütar» и др.) и сказки сету. На результат Воолайне снова ссылается в журнале «Eesti Kirjandus» (1930). Примерно в это же время издаются новые эпические композиции: «Ivvan Hirmus» (1 724 строки), «Keväjälaul» (2 578 строк), «Tammõlaul» (2 781 строка) и «Kõivolaul» (1 152 строки).
Далее Анне стала создавать песни даже без получения заказов от Воолайне, так как она продолжала получать денежное пособие от эстонского правительства. Новые темы и предметные области она в основном находила в природе. Несмотря на чередование персонажей в песне, Анне применяла практически повторяющуюся композиционную схему во всех своих новых песнях. Отсутствие эпической активности и развития событий сказительница компенсировала диалогами между персонажами: природные явления или деревья (в основном, братья или родственники) встречаются, рассказывают друг другу о своей жизни и работе, волнуются, радуются, спорят и затем возвращаются каждый на своё место. Сюда относятся созданные в середине 1930-х годов «Pedäjälaul» (927 строк), «Kuusõlaul» (1 180 строк), «Kadajalaul» (610 строк), «Mõisa uibo ja talo uibo» (1 176 строк), «Tuulõlaul» (1 918 строк), «Tulõlaul» (1 078 строк), «Viilaul» (1 158 строк).
После Второй мировой войны сохранением песенного и устного репертуара Анне Вабарна занялись профессиональные фольклористы и студенты. В 1948—1949 годах экспедиция Института языка и литературы Академии наук Эстонской ССР, направленная в Сетумаа, записала у Анне Вабарна около 110 народных песен. В ходе совместного похода в Сетумаа работников отделения народной песни Литературного музея и Эстонского радио в 1959 году Анне Вабарна напела и рассказала на магнитофонную ленту 62 произведения народного творчества.
В целом культурное наследие Анне Вабарна составляет более 150 000 стихотворных строк.
- Тексты и ноты 13 песен Анне Вабарна. Антология эстонской народной музыки (эст.)

## Увековечение памяти
- На родине Анне Вабарна, в деревне Выползова, на камне установлена памятная доска, скульптор Эльмар Ребане (Elmar Rebane)[2].
- На могиле Анне Вабарна стоит мраморный памятник, автор — скульптор Эльмар Ребане[5].
- Волость Сетомаа награждает премией имени Анне Вабарна за выдающуюся работу в области сохранения самобытной сетуской культуры[8][9].
- В 2011 году в России проходил конкурс «Имя финно-угорского мира», в котором вепсы, ижора, водь, сету, финны-ингерманландцы, бесермяне, ливы и другие финно-угры голосовали за своих выдающихся и достойных прославления земляков. В числе кандидатов на почётное звание «Имя финно-угорского мира» была Анне Вабарна[10].

## Фотографии
- Анне Вабарна у своего дома в деревне Тоня, 1929 год
- Портрет Анне Вабарна, художник Август Пулст, 1934 год
- Анне Вабарна в Центральном доме работников искусств, Москва, 1947 год
- Анне Вабарна открывает песней праздник фольклора в Выру, 21 июня 1952 года
- Женщины-сету в национальных костюмах, Анне Вабарна третья справа. Деревня Тоня, 1960 год
- Памятный камень Анне Вабарна, 1989 год

## Потомки
Правнучка — Яне Вабарна (род. 23.06.1980) — эстонский деятель культуры и искусства, популяризатор культуры сету, мастер рукоделия; в 2015—2016 годах — Наместник Короля сету). Лауреат премии имени Анне Вабарна.
Правнук — Ялмар Вабарна (род. 17.04.1987) — исполнитель эстонских народных и поп-песен, участник ансамблей Trad.Attack!, Zetod и Viljandi Guitar Trio.

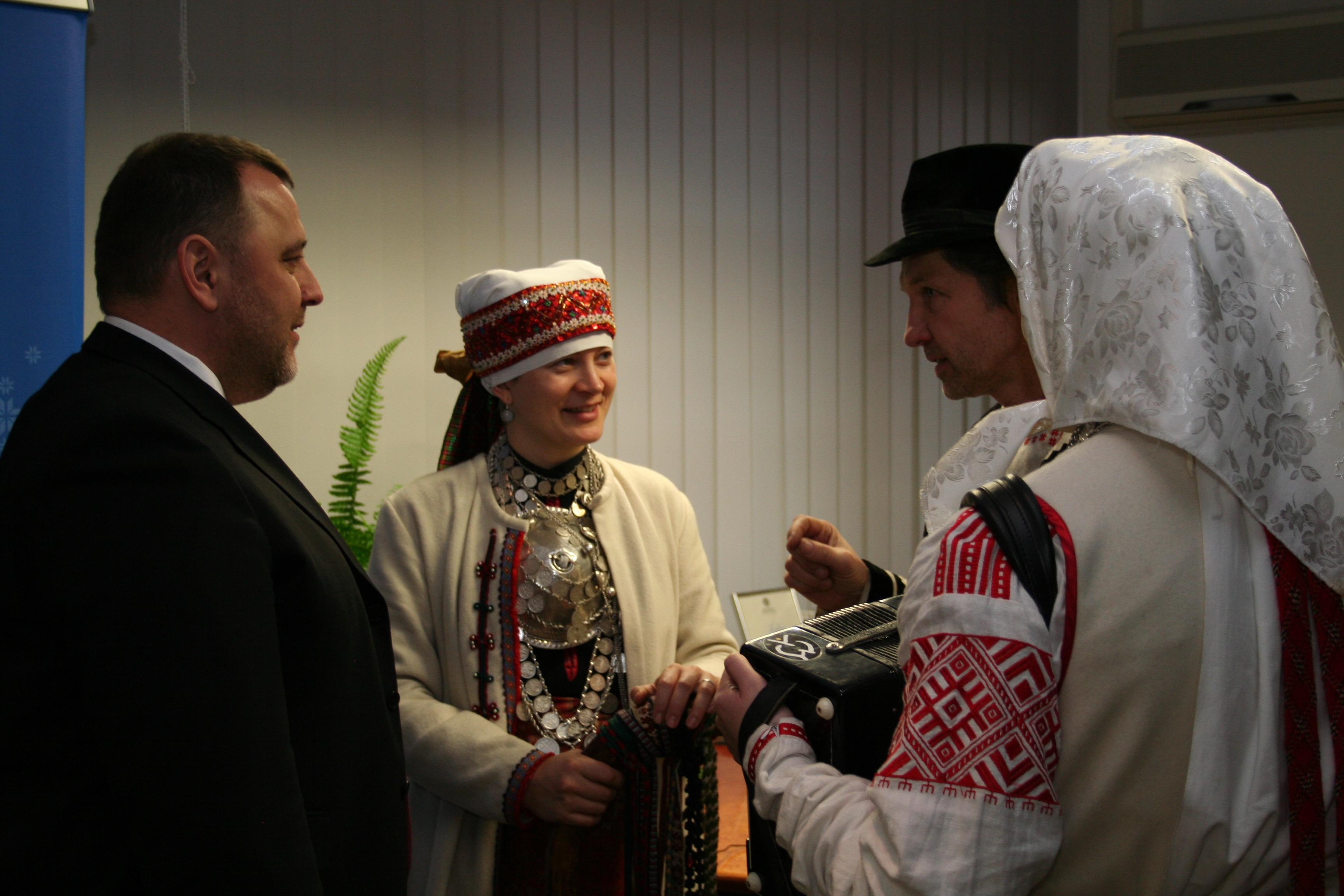
Яне Вабарна, правнучка Анне Вабарна, на приёме в Министерстве финансов,  2015 год
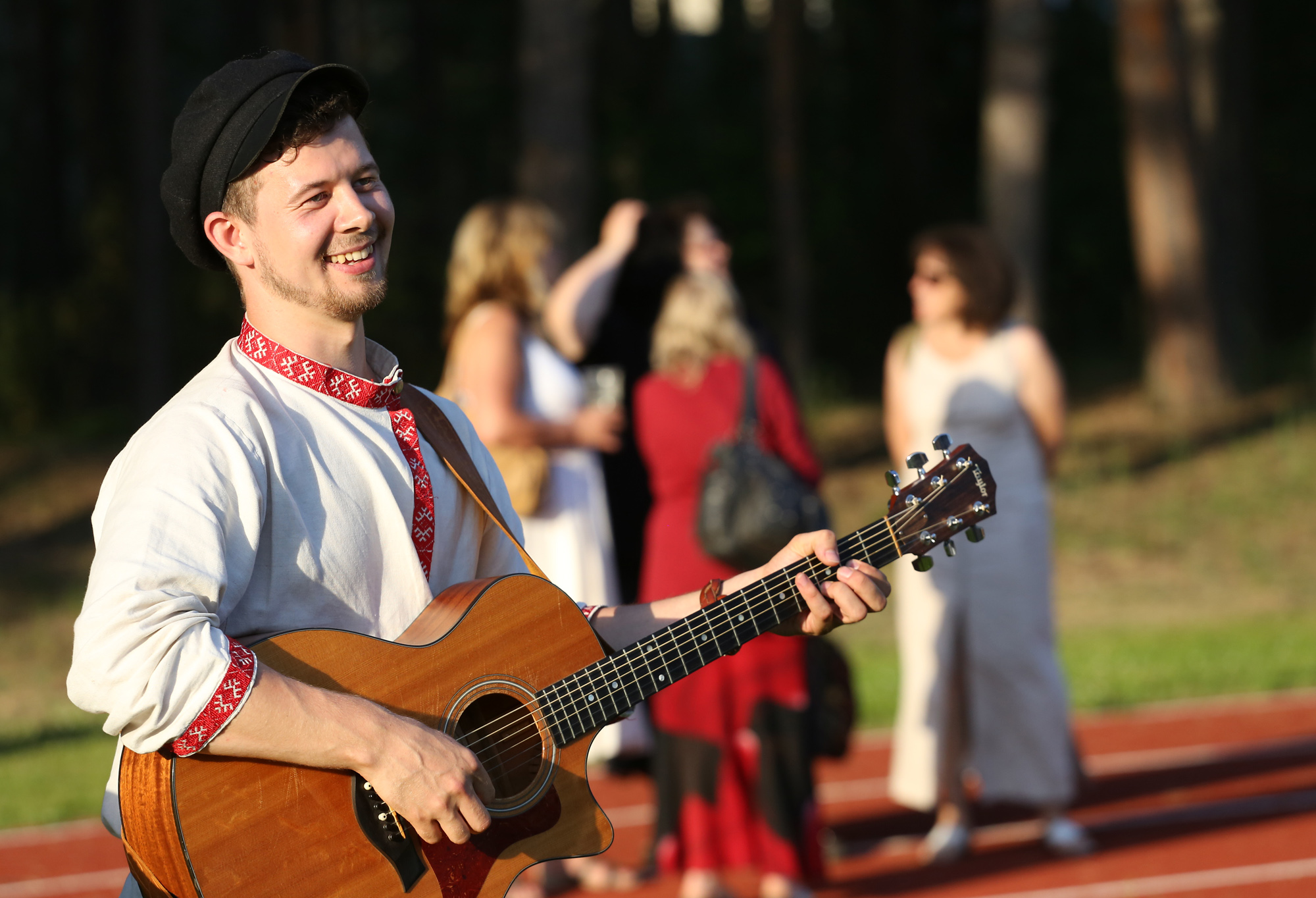
Ялмар Вабарна, правнук Анне Вабарна, на песенном празднике сету в Вярска, 2013 год